# Bram Vangeel
Bram Vangeel, né le 8 octobre 1980 à Hasselt, est un joueur de football belge qui évolue comme attaquant. Surtout connu pour les six saisons qu'il passe à Saint-Trond VV en Division 1, il prend sa retraite sportive en décembre 2014.

## Carrière
Bram Vangeel intègre le noyau professionnel du Saint-Trond VV en 1998 et dispute son premier match officiel le 2 septembre 1998, en entrant durant les arrêts de jeu face au FC Bruges. Il fête sa première titularisation le 2 décembre en Coupe de la Ligue face au Cercle de Bruges par un but. Il doit se contenter d'un rôle de réserviste, ne disputant que quelques bribes de rencontres en championnat et en Coupe de la Ligue, remportée par son équipe. La saison suivante, il découvre grâce à cette victoire la Coupe Intertoto, au cours de laquelle il inscrit un but. Bien qu'il joue plus souvent, il reste remplaçant, considéré comme un « joker » dans l'attaque trudonnaire. Il n'obtient une place de titulaire qu'à partir de la saison 2002-2003, qui est fort logiquement celle où il est le plus productif avec treize buts inscrits en championnat. Il dispute également la finale de la Coupe de Belgique, perdue face à La Louvière. Malheureusement pour lui, il se blesse durant la préparation pour la saison suivante et perd sa place dans l'équipe de base. En juin 2004, il quitte le club de ses débuts et rejoint Heusden-Zolder, tout juste relégué en Division 2.
Dans le Limbourg, Bram Vangeel retrouve une place de titulaire dans un club ambitieux. Hélas, les résultats ne sont pas à la hauteur des espérances et le club termine en milieu de classement. En difficultés financières, il doit se débarrasser de plusieurs gros contrats, dont Vangeel fait partie. Il est ainsi loué pour une saison au KVK Tirlemont, actif en Division 3. Il ne parvient pas à s'imposer durablement dans le onze de base et doit se contenter d'un rôle de remplaçant durant la majeure partie de la saison. À la suite de la faillite d'Heusden-Zolder, il se retrouve libre de contrat et rejoint Bocholt, un autre club de troisième division. Titulaire durant deux ans, il est relégué sur le banc en 2008 après l'arrivée de Jochen Janssen. En mars 2009, il annonce qu'il quittera le club après la fin du championnat pour rejoindre le KFC Lille, en Promotion. Deux ans plus tard, le club est relégué en première provinciale anversoise. Bram Vangeel décide néanmoins de rester au club et de l'aider à remonter en Promotion. Après deux saisons en « P1 », il choisit de se rapprocher de sa famille et de relever un nouveau défi et signe au Torpedo Hasselt, relégué en deuxième provinciale limbourgeoise en mai 2013, où il retrouve son ancien équipier Gunther Verjans comme entraîneur. Après une saison, il rejoint le FC Bolderberg mais, victime d'une nouvelle blessure, il doit mettre un terme à sa carrière de joueur en décembre 2014.

## Statistiques
| Saison                | Club                  | Championnat           | Championnat | Championnat | Coupe nationale | Coupe nationale | Coupe de la Ligue | Coupe de la Ligue | Compétition(s) continentale(s) | Compétition(s) continentale(s) | Compétition(s) continentale(s) | Total | Total |
| Saison                | Club                  | Division              | M.          | B.          | M.              | B.              | M.                | B.                | Comp.                          | M.                             | B.                             | M.    | B.    |
| 1998-1999             | K Saint-Trond VV      | Division 1            | 6           | 0           | 0               | 0               | 3                 | 3                 | -                              | 0                              | 0                              | 9     | 3     |
| 1999-2000             | K Saint-Trond VV      | Division 1            | 16          | 2           | 3               | 1               | 2                 | 0                 | CI                             | 2                              | 1                              | 23    | 4     |
| 2000-2001             | K Saint-Trond VV      | Division 1            | 12          | 0           | 0               | 0               | 0                 | 0                 | -                              | 0                              | 0                              | 12    | 0     |
| 2001-2002             | K Saint-Trond VV      | Division 1            | 21          | 3           | 2               | 1               | 0                 | 0                 | -                              | 0                              | 0                              | 23    | 4     |
| 2002-2003             | K Saint-Trond VV      | Division 1            | 29          | 13          | 6               | 0               | 0                 | 0                 | -                              | 0                              | 0                              | 35    | 13    |
| 2003-2004             | K Saint-Trond VV      | Division 1            | 25          | 2           | 1               | 0               | 0                 | 0                 | -                              | 0                              | 0                              | 26    | 2     |
| Sous-total            | Sous-total            | Sous-total            | 109         | 20          | 12              | 2               | 5                 | 3                 | -                              | 2                              | 1                              | 128   | 26    |
| 2004-2005             | Heusden-Zolder SK     | Division 2            | 26          | 2           | 1               | 0               | 0                 | 0                 | -                              | 0                              | 0                              | 27    | 2     |
| Sous-total            | Sous-total            | Sous-total            | 26          | 2           | 1               | 0               | 0                 | 0                 | -                              | 0                              | 0                              | 27    | 2     |
| 2005-2006             | KVK Tirlemont         | Division 3            | 25          | 3           | 0               | 0               | 0                 | 0                 | -                              | 0                              | 0                              | 25    | 3     |
| Sous-total            | Sous-total            | Sous-total            | 25          | 3           | 0               | 0               | 0                 | 0                 | -                              | 0                              | 0                              | 25    | 3     |
| 2006-2007             | K Bocholter VV        | Division 3            | 27          | 7           | 2               | 0               | 0                 | 0                 | -                              | 0                              | 0                              | 29    | 7     |
| 2007-2008             | K Bocholter VV        | Division 3            | 26          | 3           | 1               | 0               | 0                 | 0                 | -                              | 0                              | 0                              | 27    | 3     |
| 2008-2009             | K Bocholter VV        | Division 3            | 22          | 4           | 2               | 1               | 0                 | 0                 | -                              | 0                              | 0                              | 24    | 5     |
| Sous-total            | Sous-total            | Sous-total            | 75          | 14          | 5               | 1               | 0                 | 0                 | -                              | 0                              | 0                              | 80    | 15    |
| 2009-2010             | KFC Lille             | Promotion             | 18          | 3           | 3               | 2               | 0                 | 0                 | -                              | 0                              | 0                              | 21    | 5     |
| 2010-2011             | KFC Lille             | Promotion             | 29          | 4           | 6               | 1               | 0                 | 0                 | -                              | 0                              | 0                              | 35    | 5     |
| 2011-2012             | KFC Lille             | 1re prov.             | 20          | 2           | 0               | 0               | 0                 | 0                 | -                              | 0                              | 0                              | 20    | 2     |
| 2012-2013             | KFC Lille             | 1re prov.             | 22          | 4           | 0               | 0               | 0                 | 0                 | -                              | 0                              | 0                              | 22    | 4     |
| Sous-total            | Sous-total            | Sous-total            | 89          | 13          | 9               | 3               | 0                 | 0                 | -                              | 0                              | 0                              | 98    | 16    |
| Total sur la carrière | Total sur la carrière | Total sur la carrière | 324         | 52          | 27              | 6               | 5                 | 3                 | -                              | 2                              | 1                              | 358   | 62    |